# Łono Abrahamowe

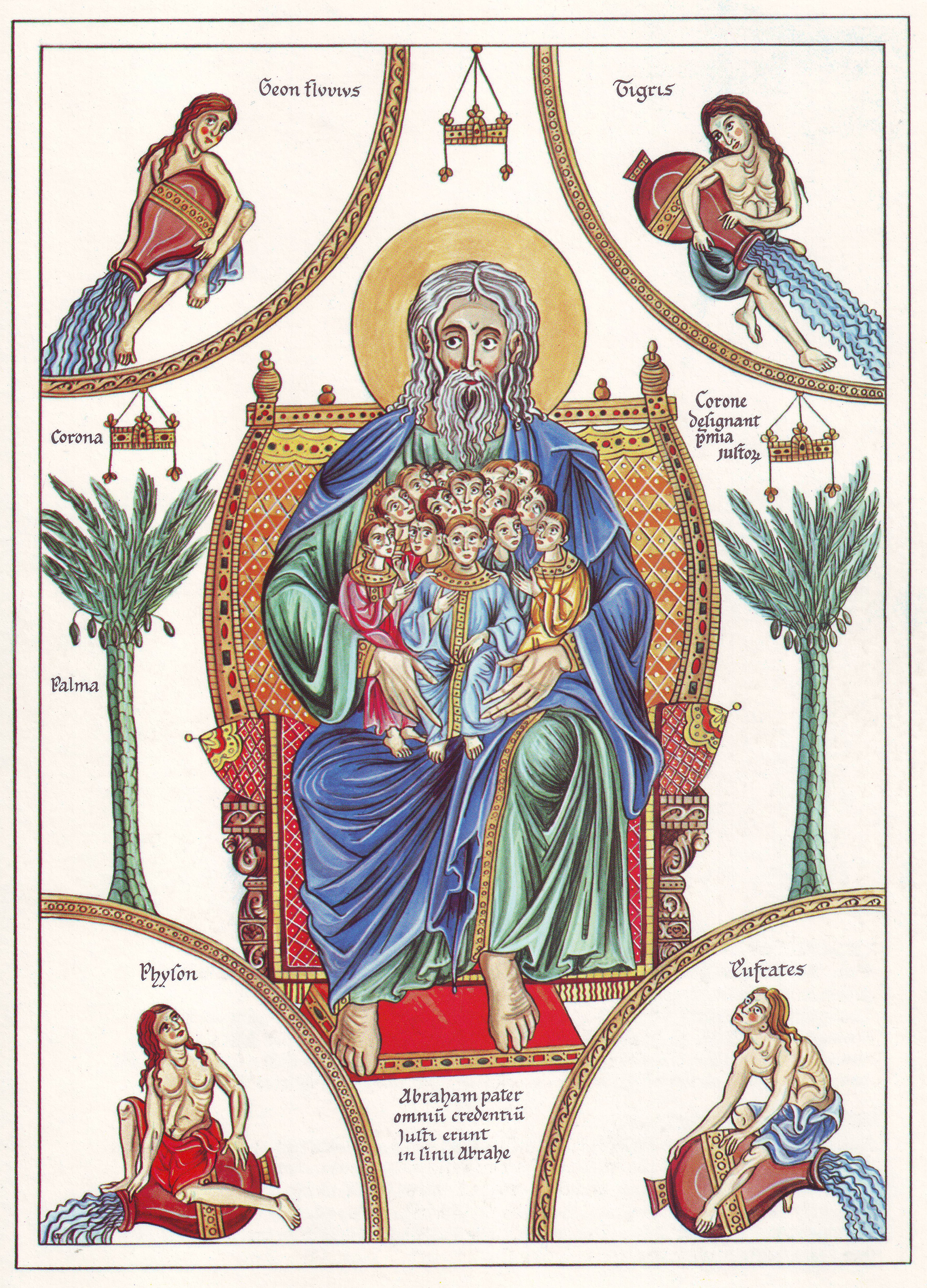
Abraham przedstawiony jako ojciec wszystkich wierzących, po śmierci przygarnia swoich synów, czyli tych którzy zachowali jego wiarę i według niej postępowali.

Łono Abrahamowe – zwrot jest konceptem judaistycznym Drugiej Świątyni, który odnosi się do miejsca w Szeolu (greckie Hades), gdzie – jak niektórzy Żydzi wierzyli – prawi po śmierci czekali na Dzień Sądu.
Podczas okresu Pierwszej Świątyni w żydowskim koncepcie Szeol był miejscem gdzie umarli byli cisi i bez świadomości (patrz: Ps. 6:5 itd.). Pierwszą osobą, która wymienia Szeol, jest patriarcha Jakub; "W żałobie zejdę do syna mego do grobu. I opłakiwał go ojciec." (Księga Rodzaju 37:35). Z kolei w Starym Testamencie nie robi się żadnej różnicy pomiędzy przeznaczeniem prawych i nieprawych. Wszyscy udają się do tego samego miejsca (Ekl. 3:19). Wiara w życie pozagrobowe ograniczała się do zmartwychwstania. I tak Anna modli się słowami: "Bóg zadaje śmierć ale i przywraca do życia. Strąca do krainy umarłych, ale i wyprowadza." (1 Sm. 2:6).
Jednak w okresie pomiędzy Starym Testamentem a Nowym wiara w świadomość duszy po śmierci stała się popularna w judaizmie jako miejsce tymczasowe aż do zmartwychwstania w dniu ostatecznym. Na przykład Szeol u Henocha jest podzielony na cztery obszary: dla prawych, którzy będą wskrzeszeni ale nie wymagają sądu, dla prawych którzy będą wskrzeszeni a potem sądzeni i zaakceptowani, dla niegodziwych, którzy będą wskrzeszeni i dla niegodziwych, którzy nie będą wskrzeszeni. Ponieważ ta apokryficzna księga, 1 Henocha, spisana została hipotetycznie przez “Henocha”; w związku z czym przed Abrahamem, Henoch nie mógł spotkać się z Abrahamem.
Pseudoepigraficzne książki przypisane późniejszemu okresowi starotestamentowemu wymieniają Abrahama jako rządzącego patriarchami. Na przykład apokryf pseudoepigraficzny Apokalipsa Sofoniasza opisuje Sofoniasza oprowadzanego po zaświatach, który przechodzi z ciemnej strony Hadesu na stronę Abrahama: "potem przeszedł na stronę prawych, mianowicie Abrahama i Izaaka i Jakuba i Enocha i Eliasza i Dawida (Apokalipsa Sofoniasza 9:4) Wpływ myśli greckiej Hadesu jest widoczny po zwycięstwie Aleksandra Wielkiego i hellenizacji Palestyny. Widać to w łódce przepływającej rzekę: Przewoźnik anielski w micie żydowskim jest adaptacją z przewoźnika w greckim micie, Charon.
Żydowscy męczennicy w Egipcie wyrażają swoje przekonanie, że jeżeli umrą, Abraham, Izaak i Jakub powitają ich i wszyscy będą ich chwalić (4 Księga Machabejska13,17). W papirusach również jest to opisane jako "łono Abrahama, Izaaka i Jakuba", i w babilońskim Talmudzie przyjmuje się, że rabin Adda bar Ahaba (rabin III wieku) zmarł i udał się na "łono Abrahama”. Możemy to porównać z oświadczeniem Rabiego Levi (2 wiek) że "w świecie, który nadejdzie, Abraham będzie siedział przy bramie Gehenny nie pozwalając nikomu kto nosi pieczęć przymierza wejść do ognia." (Bereshit Rabbah 158). Odpowiada to żydowskiemu oczekiwaniu, że w czasie zmartwychwstania żydzi zostaną wskrzeszeni i leżeć będą przy stole Abrahama, Izaaka i Jakuba w królestwie Boga na ziemi.
Zwrot "łono Abrahama" wszedł do chrześcijaństwa poprzez koncept podany przez Jezusa w przypowieści o bogatym człowieku i Łazarzu (Łk 16:19-31); Niektórzy uważają, że Jezus użył konceptu żydowskiej mitologii takiego jak łono Abrahama jako ataku na Faryzeuszy, ponieważ Jezus utożsamia tych, którzy "kochają pieniądze" z Faryzeuszami w 16:17. Jednakże ta identyfikacja w 16:17 może być w celach identyfikacji Faryzeuszy tematem poprzedniej przypowieści; stąd przypowieść o nieuczciwym zarządcy zmieniającym dług (Łk 16:1-16) odnosi się do praktyk Faryzeuszy dotyczących zamiany listu rozwodowego.
Alternatywnym wyjaśnieniem jest, że przypowieść o bogatym człowieku i Łazarzu jest atakiem na Saduceuszy. Sugeruje to niemiecki teolog Johann Nepomuk Sepp, który identyfikuje 5 synów bogatego człowieka z 5 synami Annasza, o którym mowa u Józefa Flawiusza, w związku z tym bogacz to Kajfasz arcykapłan odziany w purpurę, więc i ktoś kto nie wierzy w zmartwychwstanie. Zgadza się z tym francuski komentator opat Claude-Joseph Drioux, który identyfikuje przepowiednie Abrahama, iż nawet jeżeli Łazarz wstałby z grobu ojciec bogacz i 5 braci nie uwierzą (Łk 16:29-30) z faktem, że historyczny Annasz i Kajfasz nie wierzyli w zmartwychwstanie historycznego Łazarza, Łazarza Betanii, i próbowali go odesłać na stałe w zaświaty (J 17:10).